# Oh Se-hun (cầu thủ bóng đá)
Đây là một tên người Triều Tiên, họ là Oh.
Oh Se-hun (sinh ngày 15 tháng 1 năm 1999) là một cầu thủ bóng đá người Hàn Quốc hiện đang thi đấu ở vị trí tiền đạo cho câu lạc bộ Nhật Bản Machida Zelvia và Đội tuyển bóng đá quốc gia Hàn Quốc.

## Thống kê sự nghiệp

### Quốc tế
Bàn thắng và kết quả liệt kê bàn thắng của Hàn Quốc trước.
| # | Ngày                 | Địa điểm                                                      | Đối thủ | Bàn thắng | Kết quả | Giải đấu                 |
| - | -------------------- | ------------------------------------------------------------- | ------- | --------- | ------- | ------------------------ |
| 1 | 15 tháng 10 năm 2024 | Sân vận động Yongin Mireu, Yongin, Hàn Quốc                   | Iraq    | 1–0       | 3–2     | Vòng loại World Cup 2026 |
| 2 | 14 tháng 11 năm 2024 | Sân vận động Quốc tế Jaber Al-Ahmad, Thành phố Kuwait, Kuwait | Kuwait  | 1–0       | 3–1     | Vòng loại World Cup 2026 |

## Danh hiệu

### Quốc tế

#### U-20 Hàn Quốc
- Á quân U-20 World Cup: 2019[3]